# Federação de Basquetebol da Guiné-Bissau
Die Federação de Basquetebol da Guiné-Bissau (FBGB) ist der nationale Dachverband für Basketball der westafrikanischen Republik Guinea-Bissau. Sie hat ihren Sitz in der Hauptstadt Bissau, im Büro des Nationalen Olympischen Komitee des Landes.
Der Verband gründete sich lange nach der 1973 erklärten Unabhängigkeit des Landes von Portugal. 1994 wurde die FBGB vom Weltverband Fédération Internationale de Basketball (FIBA) aufgenommen. Sie ist zudem Mitglied im Comité Olímpico da Guiné-Bissau, dem Olympischen Komitee von Guinea-Bissau.
Die Auswahlen der FBGB konnten sich bisher weder für Olympische Spiele noch für Weltmeisterschaften oder die Afrikameisterschaft qualifizieren (Stand 2015). An den Jogos da Lusofonia, den Spielen der portugiesischsprachigen Welt, nahm die FBGB dagegen teil. Ein Medaillengewinn gelang ihr dabei nicht.
Die meisten Basketballspieler des Landes spielen im Ausland, insbesondere in Portugal.